# علم الأحياء
عِلْمُ الأَحْيَاء أو عِلمُ الحياة أو البيولوجيا (بالإنجليزية: Biology) هو علم طبيعي يُعنى بدراسة الحياة والكائنات الحية، بما في ذلك هياكلها ووظائفها ونموها وتطورها وتوزيعها وتصنيفها. الأحياء الحديثة هي ميدانٌ واسعٌ يتألف من العديد من الفروع والتخصصات الفرعيَّة، لكنها تتضمن بعض المفاهيم العامّة الموحدة التي تربط بين فروعها المُختلفة وتسير عليها جميع الدراسات والبحوث. يُنظر إلى الخلية في علم الأحياء عموماً باعتبارها وحدة الحياة الأساسية، والجين باعتباره وحدة التوريث الأساسية، والتطور باعتباره المُحرّك الذي يولد الأنواع الجديدة. ومن المفهوم أيضاً في علم الأحياء في الوقت الحاضر أنّ جميع الكائنات الحيّة تبقى على قيد الحياة عن طريق استهلاك وتحويل الطاقة، ومن خلال تنظيم البيئة الداخلية للحفاظ على حالةٍ مُستقرةٍ وحيويّة.
ينقسم علم الأحياء إلى فروع حسب نطاق الكائنات الحيَّة التي تدرسها، وأنواع الكائنات الحيَّة المدروسة، والأساليب المُستخدمة في دراستها. فتدرس الكيمياء الحيوية العمليات الكيميائية المُتعلقة بالكائنات الحيَّة، ويدرس علم الأحياء الجزيئي التفاعلات المُعقدة التي تحصل بين الجُزيئات البيولوجية، ويُعنى علم النبات بدراسة حياة النباتات المُختلفة، ويدرس علم الأحياء الخلوي الخلية التي تُعدّ الوحدة البنائية الأساسية للحياة، ويدرس علم وظائف الأعضاء الوظائف الفيزيائية والكيميائية لأنسجة وأعضاء وأجهزة الكائن الحي، بينما يدرس علم الأحياء التطوري العمليات التي أدّت إلى تنوّع الحياة، ويُعنى علم البيئة بالبحث في كيفيّة تفاعل الكائنات الحيَّة مع بيئتها.

## التسمية
يُشتق مُصطلح علم الأحياء اللاتيني (Biologia) من اليونانية (bios تعني حياة و logia تعني دراسة أو علم). ظهر هذا المُصطلح للمرة الأولى عام 1736 عندما استخدمه كارلوس لينيوس في أحد كتبه، وتبع ذلك ترجمته للألمانية (Biologie) عام 1771 في ترجمةٍ لعمل لينيوس. دخل هذا المُصطلح حيِّز الاستخدام الحديث في أطروحةٍ من ستة مُجلدات من تأليف العالم الألماني غوتفريد راينولد تريفيرانوس، الذي قال: «سيكون موضوع أبحاثنا هو أشكال الحياة ومظاهرها المُختلفة، والظروف والقوانين التي تحدث بموجبها هذه الظواهر، والأمور والأسباب التي أثرت فيها. وسنُشير إلى العلم الذي يهتم بهذه الأمور باسم علم الأحياء (biologie) أو مبدأ الحياة (Lebenslehre)».

## التاريخ
على الرغم من ظهور علم الأحياء بشكله الحالي حديثاً نسبيّاً، إلا أن العلوم التي تتضمنها الأحياء أو تتعلق فيها كانت تُدرس منذ العصور القديمة. فقد كانت الفلسفة الطبيعية تُدرس في بلاد الرافدين ومصر وشبه القارة الهندية والصين. بَيْد أنّ أصول علوم الأحياء الحديثة ومنهجها في دراسة الطبيعة تعود إلى اليونان القديمة. فكان أبقراط بمنزلة مؤسس علم الطب، بالإضافة إلى مُساهمة أرسطو الكبيرة في تطوير علم الأحياء، حيث كان لكتبه التي أظهر فيها ميوله للطبيعة أهميةٌ خاصةٌ مثل كتاب «تاريخ الحيوانات»، تبع ذلك أعمالٌ أكثر تجريبية ركّزت على السببية البيولوجية وتنوع الحياة. كتب ثيوفراستوس بعد ذلك سلسلة من الكتب في علم النبات اعتُبرت الأهم من نوعها في هذا العلم في العصور القديمة حتى العصور الوسطى.
أسهم العلماء المسلمون كذلك إسهاماتٍ مُهمّةٍ في علم الأحياء، مثل الجاحظ، وأبو حنيفة الدينوري الذي كتب في علوم النباتات، وأبو بكر الرازي الذي كتب في علم التشريح وعلم وظائف الأعضاء. كما أولى المسلمون الطب اهتماماً خاصاً، فترجموا علوم اليونانيين وأضافوا إليها الكثير. أمّا إسهاماتهم في التاريخ الطبيعي فكانت مُعتمدةً بشكلٍ كبيرٍ على الفكر الأرسطي.

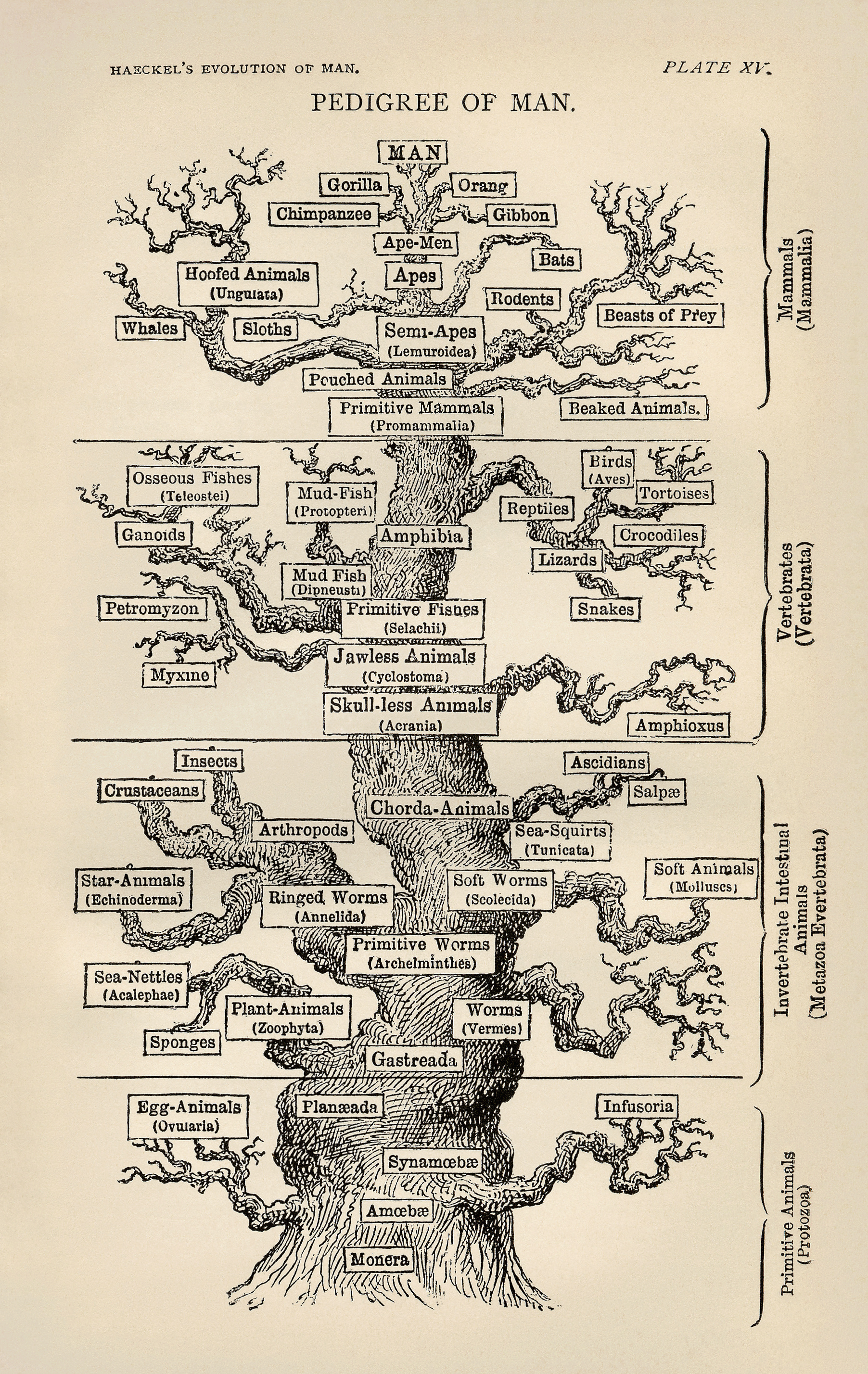
شجرة الحياة لإرنست هيكل (1879)

قفز علم الأحياء قفزةً كبيرةً عندما قام أنطوني فان ليفينهوك بتطوير المجهر، حيث أدى ذلك إلى اكتشاف الحيوانات المنوية والبكتيريا ومُختلف الكائنات المجهرية. كما لعب العالم الهولندي يان زفامردام دوراً محورياً في تطوير علم الحشرات وساعد في إرساء التقنيات الأساسية في الترشيح والتلوين المجهري. كما كان للتقدم في الدراسات المهاجرية أثرٌ عميقٌ في تفكير الأحيائيين، فأشار عددٌ من علماء الأحياء إلى الأهمية المركزية للخلية منذ مطلع القرن التاسع عشر. وفي عام 1838 بدأ العالمان شوان وشلايدن في تعزيز فكرة أنّ الوحدة الأساسية في الكائنات الحيَّة هي الخليَّة، وأنّ الخلايا مُنفردةً تملك خصائص الحياة، لكنهما عارضا فكرة أنّ جميع الخلايا تنتج من انقسام خلايا أخرى. لكن بفضل أعمال روبرت ريماك ورودولف فيرشو اتجه العلماء إلى قبول المبادئ الثلاثة السابقة بحلول عقد الستينيّات من القرن التاسع عشر، وهو ما عُرف فيما بعد بنظرية الخلية.
وفي الوقت ذاته كانت أهمية علم التصنيف في تزايدٍ مُستمرٍ وباتت موضع تركيز المؤرخين الطبيعيين. نشر لينيوس عام 1735 منهاجاً في مبادئ التصنيف للعالم الطبيعي، وما زالت بعض المبادئ التي جاء بها قيد الاستخدام مُنذ ذلك الحين. ثم أطلق لينيوس في مُنتصف القرن الثامن عشر أسماءً علميَّةً على جميع الأنواع. وفي القرن ذاته ظهر العالم الفرنسي جورج دي بوفون الذي أشار إلى إمكانيّة وجود سلف مشترك، وبالرغم من أنّه كان مُعارضاً لنظرية التطور، إلا أنه في الحقيقة كان شخصيةً محوريةً في تاريخ الفكر التطوري، حيث أثرت أعماله على النظريات التطورية التي جاء بها كُلٌ من جان باتيست لامارك وتشارلز داروين.
كانت بداية الأخذ بنظرية التطور على محمل الجد بعد صدور أعمال لامارك، الذي كان أول من قدّم نظريةً مُتماسكةً في التطور. افترض لامارك أنّ التطور كان نتيجةً للضغوط البيئية على خصائص الحيوانات، أي أنه كلما ازداد استخدام العضو والاعتماد عليه بات هذا العضو أكثر كفاءةً وتعقيداً، وبذلك يتمكّن الحيوان من التكيف مع بيئته. اعتقد لامارك أنّ هذه الصفات المُكتسبة يُمكن أن تنتقل عبر النَّسل، وبالتالي تتطور وتُصبح أكثر كمالاً. ظهر بعد ذلك العالم البريطاني تشارلز داروين الذي جمع بين النهج البيوجغرافي لألكسندر فون هومبولت، والنهج الجيولوجي المُنتظم الذي اتبعه تشارلز لايل، ونهج كتابات توماس مالتوس حول النمو السكاني، بالإضافة إلى خبرته الخاصة ومُلاحظاته للطبيعة، ليؤسس بذلك نظرية تطوريَّةً أكثر نجاحاً تستند إلى الانتقاء الطبيعي، وهي النتيجة نفسها التي توصل إليها ألفرد راسل والاس بشكل مُستقل بعد اتباعه ذات المنطق والأدلة. وعلى الرغم من أنّ هذا النظرية ما زالت موضعاً للجدل حتى الوقت الحاضر، إلا أنها سرعان ما انتشرت في الأوساط العلمية وباتت جزءاً مُهمّاً من علم الأحياء الحديث.
أشارت التجارب التي أجريت في مُنتصف القرن العشرين إلى كون الدي إن إيه مُكوّنٌ من كروموسومات تحمل الوحدات الحاملة للسمات، والتي عُرفت فيما بعد باسم الجينات. مثّل تركيز العلماء على إيجاد أنواع جديدة من الكائنات الحيَّة الدقيقة مثل الفيروسات والبكتيريا، وكذلك اكتشاف الهيكل الحلزوني المُزدوج للمادة الوراثية عام 1953، مثّل المرحلة الانتقالية لعصر علم الوراثة الجزيئي. وبات علم الأحياء مُمتداً في المجال الجُزيئي بشكلٍ واسع مُنذ الخمسينيّات وحتى الوقت الحاضر. تبع ذلك إطلاق مشروع الجينوم البشري عام 1990 بهدف معرفة الجينوم البشري بشكلٍ كامل. اكتمل هذا المشروع مبدئيّاً عام 2003، وما زالت تُنشر التحاليل المُتعلقة به حتى الوقت الحاضر. شكّل مشروع الجينوم البشري الخطوة الأولى في عولمة ودمج المعارف البشرية المُتراكمة في علم الأحياء للتوصل إلى تعريف وظيفي جُزيئي للجسم البشري وأجسام الكائنات الحيَّة الأخرى.

## الأساس الكيميائي

### الذرات والجزيئات
تتكون جميع الكائنات الحية من عناصر كيميائية، يشكل الأكسجين والكربون والهيدروجين والنيتروجين معظم كتلة الكائنات الحية (96%)، ويشكل الكالسيوم والفوسفور والكبريت والصوديوم والكلور والمغنيسيوم الباقي بشكل أساسي. تتحد عناصر مختلفة لتشكل مركبات مثل الماء، وهو عنصر أساسي للحياة. الكيمياء الحيوية هي دراسة العمليات الكيميائية داخل الكائنات الحية وكل ما يتعلق بها. البيولوجيا الجزيئية هي فرع من علم الأحياء يسعى إلى فهم الأساس الجزيئي للنشاط البيولوجي داخل الخلايا وفيما بينها، بما في ذلك التركيب الجزيئي والتعديل والآليات والتفاعلات.

### الماء
نشأت الحياة من المحيط الأول للأرض، والذي تشكل منذ حوالي 3.8 مليار سنة. ومنذ ذلك الحين، لا يزال الماء هو الجزيء الأكثر وفرة في كل كائن حي. الماء مهم للحياة لأنه مذيب فعال قادر على إذابة المواد القابلة للذوبان فيه مثل أيونات الصوديوم والكلوريد أو الجزيئات الصغيرة الأخرى لتكوين محلول مائي. بمجرد ذوبانها في الماء، من المرجح أن تتلامس هذه المواد المذابة مع بعضها البعض وبالتالي ستشارك في التفاعلات الكيميائية التي تدعم الحياة. يأخذ تركيبه الجزيئي شكل جزيء قطبي صغير ذو شكل منحني يتكون من الروابط التساهمية القطبية المكونة من ذرتين هيدروجين (H) إلى ذرة أكسجين (O) واحدة (H2O). نظرًا لأن روابط O–H قطبية، فإن ذرة الأكسجين لها شحنة سالبة طفيفة وذرتي الهيدروجين لهما شحنة موجبة طفيفة. تسمح هذه الخاصية القطبية للماء بجذب جزيئات الماء الأخرى عبر الروابط الهيدروجينية، مما يجعل الماء متماسكًا. ينشأ التوتر السطحي من قوة التماسك الناتجة عن التجاذب بين الجزيئات عند سطح السائل. ويمتلك الماء أيضًا خاصية أخرى، فهو مادة لاصقة لأنه قادر على الالتصاق بسطح أي جزيئات غير مائية قطبية أو مشحونة. الماء أكثر كثافة كسائل مما هو عليه في الحالة الصلبة (أي الجليد). تسمح هذه الخاصية الفريدة للمياه للجليد بالطفو فوق الماء السائل مثل البرك والبحيرات والمحيطات، وبالتالي عزل السائل الموجود بالأسفل عن الهواء البارد الموجود بالأعلى. يتمتع الماء بالقدرة على امتصاص الطاقة، مما يمنحه قدرة حرارية نوعية أعلى من المذيبات الأخرى مثل الإيثانول. وبالتالي، هناك حاجة إلى كمية كبيرة من الطاقة لكسر الروابط الهيدروجينية بين جزيئات الماء لتحويل الماء السائل إلى بخار ماء. كجزيء، الماء ليس مستقرًا تمامًا إذ يتفكك كل جزيء ماء بشكل مستمر إلى أيونات هيدروجين وهيدروكسيل قبل إعادة تشكيله إلى جزيء ماء مرة أخرى. في الماء النقي، عدد أيونات الهيدروجين يوازن (أو يساوي) عدد أيونات الهيدروكسيل، مما يؤدي إلى درجة حموضة محايدة.

### المركبات العضوية
المركبات العضوية هي جزيئات تحتوي على الكربون المرتبط بعنصر آخر مثل الهيدروجين. باستثناء الماء، تحتوي جميع الجزيئات التي يتكون منها كل كائن حي تقريبًا على الكربون. يمكن للكربون أن يشكل روابط تساهمية مع ما يصل إلى أربع ذرات أخرى، مما يمكنه من تكوين جزيئات متنوعة وكبيرة ومعقدة. فمثلًا، يمكن لذرة كربون واحدة أن تشكل أربع روابط تساهمية مفردة مثل الميثان، أو رابطتين تساهميتين مزدوجتين مثل ثاني أكسيد الكربون (CO2)، أو رابطة تساهمية ثلاثية مثل في أول أكسيد الكربون (CO). ويمكن للكربون أن يشكل سلاسل طويلة جدًا من روابط الكربون والكربون المترابطة مثل الأوكتان أو الهياكل الشبيهة بالحلقة مثل الغلوكوز.
أبسط شكل للجزيء العضوي هو الهيدروكربون، وهو عبارة عن عائلة كبيرة من المركبات العضوية التي تتكون من ذرات هيدروجين مرتبطة بسلسلة من ذرات الكربون. يمكن استبدال العمود الفقري الهيدروكربوني بعناصر أخرى مثل الأكسجين (O)، الهيدروجين (H)، الفوسفور (P)، والكبريت (S) مما يغير السلوك الكيميائي لذلك المركب. تسمى مجموعات الذرات التي تحتوي على هذه العناصر (O-، H-، P-، وS-) والمرتبطة بذرة كربون مركزية أو هيكل عظمي «المجموعات الوظيفية». يوجد ست مجموعات وظيفية بارزة في الكائنات الحية: المجموعة الأمينية، ومجموعة الكربوكسيل، ومجموعة الكربونيل، ومجموعة الهيدروكسيل، ومجموعة الفوسفات، ومجموعة السلفهيدريل.
في عام 1953، أظهرت تجربة ميلر-يوري أنه من الممكن أن تتشكل المركبات العضوية بطريقة غير حيوية داخل نظام مغلق يحاكي ظروف الأرض المبكرة، مما يشير إلى أن الجزيئات العضوية المعقدة نشأت تلقائيًا في الأرض المبكرة.

### الجزيئات الكبيرة
الجزيئات الكبيرة هي جزيئات تتكون من وحدات فرعية أو مونومرات أصغر. وتشمل المونومرات السكريات والأحماض الأمينية والنيوكليوتيدات. وتشمل الكربوهيدرات مونومرات وبوليمرات السكريات. الدهون هي الفئة الوحيدة من الجزيئات الكبيرة التي لا تتكون من البوليمرات. ويشمل ذلك المنشطات، والدهون الفوسفاتية، والدهون، وهي إلى حد كبير مواد غير قطبية وكارهة للماء (طاردة للماء). البروتينات هي الأكثر تنوعًا بين الجزيئات الكبيرة، وتشمل الإنزيمات، وبروتينات النقل، وجزيئات الإشارة الكبيرة، والأجسام المضادة، والبروتينات الهيكلية. الوحدة الأساسية (أو المونومر) للبروتين هي الحمض الأميني. تتركب كل البروتينات من عشرين حمضًا أمينيًا. الأحماض النووية هي بوليمرات من النيوكليوتيدات. وتتمثل مهمتها في تخزين المعلومات الوراثية ونقلها والتعبير عنها.

## أسس علم الأحياء الحديث

### نظرية الخلية
تنصُّ نظرية الخلية على أنّ الخليَّة هي وحدة الحياة الأساسيَّة، وأنّ جميع الكائنات الحيَّة تتكون من خلية واحدة أو أكثر أو من مواد تُفرز من تلك الخلايا (مثل الهياكل الخارجية). تنشأ جميع الخلايا من خلايا أخرى بواسطة عملية الانقسام الخلوي، حيث يعود أصل كل خلية في جسم الكائن الحي متعدد الخلايا من خلية واحدة في البيضة المُخصبة. وكذلك تُعد الخليَّة الوحدة الأساسية في العديد من العمليات المرضيَّة. ويتمّ انتقال الطاقة في الخلايا بوساطة عمليات تُشكّل جُزءاً من عملية التمثيل الغذائي. وأخيراً فإنّ الخلايا تحتوي على المعلومات الوراثية (DNA) التي يتم تمريرها من خلية إلى أخرى أثناء انقسام الخلية.

### التطور

الانتقاء الطبيعي للبشرة الداكنة لمجموعة سكانية.

التطور هو أحد مفاهيم علم الأحياء الحديث، ويعني أنّ الحياة تتغير وتتطور، وأنّ أشكال الحياة المعروفة كافة تنحدر من سلف مشترك. حيث تفترض نظرية التطور أنّ جميع الكائنات الحيَّة على وجه الأرض سواءً كانت حيَّةً أو مُنقرضةً قد انحدرت من أصل مُشترك أو تجميعة جينية أولية. يُعتقد أنّ آخر سلف مُشترك لجميع الكائنات الحيَّة كان قد ظهر قبل حوالي 3.5 مليار عام. ويرى العلماء الداعمون لهذه النظرية أنّ تشارك الكائنات الحيَّة في الشفرة الجينية يُشكّل دليلاً حاسماً لصالح نظريتهم، بينما يرى المُعارضون لها عدم صحة العبارة وبالتالي فإنها لا تُشكل دليلاً داعماً للتطور.
أُدخل مُصطلح التطور إلى المعجم العلمي بوساطة العالم الفرنسي جان باتيست لامارك عام 1809، أما البداية الفعلية للنظرية فكانت على يد تشارلز داروين بعد ذلك بخمسين عاماً لتُصبح نموذجاً علمياً فعلياً، ويُعزى ذلك إلى توضيحه القوة أو الآلية الدافعة للتطور، وهي الانتقاء الطبيعي (كما يُعد ألفرد راسل والاس مُساهماً في اكتشاف هذا المفهوم، بالإضافة إلى مُساهمته بالأبحاث والتجارب المُتعلقة بالتطور). قال داروين في نظريته إنّ الأنواع والسلالات تتطور خلال عمليات الانتقاء الطبيعي والانتقاء الاصطناعي، بالإضافة إلى الانحراف الوراثي الذي شكّل آليةً تطوريةً أخرى في توليفة النظرية الحديثة.
يُطلق اسم علم الوراثة العرقي على التاريخ التطوري للأنواع الذي يصف خصائص الأنواع المُختلفة من الأصل الذي انحدرت منه، بالإضافة إلى علاقة النَّسب بين النوع والأنواع الأخرى. هناك العديد من الوسائل المُستخدمة في توليد المعلومات حول علم الوراثة العرقي. إحدى هذه الوسائل هي مُقارنة تسلسلات الدي إن إيه التي تتبع مجال علم الأحياء الجزيئي أو علم الجينوم. وسيلةٌ أخرى هي مُقارنة المستحاثات أو ما نملك من معلومات عن الكائنات القديمة في علم الأحياء القديمة.

### علم الوراثة

مربع بانيت يُظهر نواتج تلقيح نبتتي بازيلاء تحملان ألّيلين مُختلفين. يُشير B إلى لون الزهرة البنفسجي، بينما يُشير b إلى اللون الأبيض.

الجين هو الوحدة الأساسية للوراثة في جميع الكائنات الحيَّة ويُشكّل المنطقة التي تؤثر على شكل أو وظيفة الكائن الحي من المادة الوراثية. حيث أنّ جميع الكائنات الحيَّة من البكتيريا إلى الحيوانات تتشارك في نفس الآليات الأساسية المُتمثلة في نسخ وترجمة الدنا إلى بروتينات. تقوم الخلايا بنسخ جين الدنا إلى جين الرنا ثم يترجم الرايبوسوم الرنا إلى بروتين، وهو عبارةٌ عن سلسلة من الأحماض الأمينية. تتشارك مُعظم الكائنات الحيَّة في رمز الترجمة من الرنا إلى الأحماض الأمينية، ولكنها قد تكون مُختلفةً قليلاً في بعضها الآخر.
تكون الكروموسومات عادةً خطية الشكل في حقيقيات النوى ودائرية الشكل في بدائيات النوى. والكروموسوم هو تركيبٌ مُنظمٌ يتألف من الدنا والهستونات. وتُشكّل مجموعة الكرموسومات الموجودة في الخلية، بالإضافة إلى أية معلومات وراثية أخرى موجودة في الميتوكوندريا والبلاستيدات الخضراء أو أي مكان آخر، تُشكل مُجتمعةً ما يُعرف باسم الجينوم. توجد المعلومات الوراثية في حقيقيات النوى في نواة الخلية، بالإضافة إلى كميات أخرى صغيرة موجودة في الميتوكندريا والبلاستيدات الخضراء. أما في بدائيات النوى فتكون المادة الوراثية موجودةً في جسم غير مُنتظم الشكل يقع في السيتوبلازم يُسمّى بالنيوكليود. تكون معلومات الجينوم الوراثية موجودةً في الجينات، ويُسمّى مجموع هذه المعلومات في الكائن الحي بالنمط الجيني.

### الاستتباب
الاستتباب هو قدرةُ النظام المفتوح على تنظيم بيئته الداخلية للحفاظ على ظروف مُستقرة عن طريق تحقيق توازن ديناميكي. وهو خاصيةٌ تظهر في جميع الكائنات الحيَّة سواءً كانت وحيدة الخلية أو مُتعددة الخلايا.
يجب على النظام أن يكون قادراً على الكشف عن الاضطرابات والرد عليها بشكل مُناسب للحفاظ على توازنه الديناميكي وأداء وظائفه بشكل فعّال. حيث يقوم النظام الحيوي عادةً بالاستجابة على الاضطرابات بعد كشفها من خلال الارتجاع السلبي، ممّا يُتيح له القدرة على الحفاظ على ظروف مُستقرة من خلال تخفيض أو زيادة نشاط أحد الأعضاء أو الأجهزة. ومن الأمثلة على ذلك انخفاض الغلوكاغون عندما تكون مُستويات السكر مُنخفضةً جداً.

### الطاقة

نظرة مبدئية على دورة الطاقة في الإنسان.

يعتمد بقاء الكائن الحي على استمرار إمداده بالطاقة. ويتم الحصول على هذه الطاقة من المواد التي تُشكّل غذاء بوساطة تفاعلات كيميائية، وتُستغل هذه الطاقة في المُساعدة في تشكيل خلايا جديدة والمُحافظة عليها. تلعب جُزيئات المواد الكيميائية التي تُشكل غذاء الكائن الحي دورين خلال هذه العملية: الأول أنها تُشكل مصدراً للطاقة التي يحتاجها الجسم، والثاني هو تكوين تراكيب جزيئية تتألف من جزيئات حيويَّة.
تُعرف الكائنات الحيَّة التي تقوم بإنتاج الطاقة في النظام البيئي بالكائنات المُنتجة أو ذاتية التغذية. تُشكل الشمس مصدر الطاقة الأساسي لجميع الكائنات ذاتية التغذية تقريباً، حيث تستخدم الطاقة الشمسية في عملية تُعرف بعملية البناء الضوئي لتحويل المواد الخام إلى جزيئات عضوية مثل ثلاثي فوسفات الأدينوسين (ATP) يُمكن تحطيم روابطها لإطلاق الطاقة. بَيْد أنّ بعض الكائنات تعتمد كلياً على مصادر أخرى للطاقة غير الشمس مثل الميثان وأيونات الكبريت.
تُستغل بعض الطاقة في إنتاج الكتلة الحيوية لاستمرار الحياة وتوفير القدرة على النمو، بَيْد أنّ مُعظم الطاقة المُتبقيَّة تُفقد على شكل حرارة أو فضلات جُزيئية. أهم عمليات تحويل الطاقة الموجودة في المواد الكيميائية إلى طاقة مُفيدة للكائن الحي هي عملية التمثيل الضوئي وكذلك التنفس الخلوي.

## الدراسات والبحوث

### التركيبية

مُخطط لخلية حيوانية يُظهر عضياتها وتراكيبها المُختلفة.

يختص علم الأحياء الجزيئي بدراسة الأحياء على المُستوى الجُزيئي، ويتداخل هذا الفرع مع فروع أحيائيَّة أخرى، خصوصاً مع علم الوراثة والكيمياء الحيوية. تهتم الأحياء الجزيئية بصورة رئيسية بالتفاعلات بين النظم المُختلفة في الخلية، بما في ذلك العلاقات المُتبادلة بين الدنا والرنا ومعرفة كيف يتم تنظيم هذه التفاعلات.
يدرس علم الأحياء الخلوي الخصائص التركيبية والفسيولوجية للخلايا، بما في ذلك سلوكها وتفاعلاتها وبيئتها. تتم هذه الدراسة على الصعيدين المجهري والجزيئي في الكائنات وحيدة الخلية مثل البكتيريا، وكذلك في الخلايا المُتخصصة في الكائنات عديدة الخلايا مثل البشر. فهم بنية ووظيفة الخلايا هو أمرٌ أساسيٌّ في جميع العلوم الأحيائيَّة، ويهتم علم الأحياء الجزيئي بشكل خاص في أوجه الشَّبه والاختلاف بين أنواع الخلايا. بينما يهتم علم التشريح بدراسة التراكيب على مستوى أكبر مثل الأعضاء والأجهزة.
يدرس علم الوراثة الجينات والتوريث والتنوّع في الكائنات الحيَّة. تقوم الجينات بفك تشفير المعلومات اللازمة لتصنيع البروتينات، التي بدورها تلعب دوراً محورياً في التأثير على النمط الظاهري النهائي للكائن الحي. يوفر علم الوراثة الحديث أدواتٍ مُهمةٍ لمعرفة وظيفة جين مُعيَّن. تُحمل المعلومات الوراثية بشكل عام على الكروموسومات، حيث يتم تمثيلها في التركيب الكيميائي لجزيئات دنا مُعيَّنة.
يختص علم الأحياء التطوري بدراسة عملية نمو الكائنات الحيَّة وتطورها. تدرس الأحياء التطورية الحديثة التحكم الجيني في تكاثر الخلايا، والتمايز الخلوي، و«التخلق»، وهي العملية التي تؤدي تدريجياً إلى نشوء الأنسجة والأعضاء. ومن المُصطلحات المُتعلقة بالأحياء التطورية هو النموذج الحي الذي يُشير إلى الأنواع التي يتم دراستها بشكل مُكثف بغرض فهم ظاهرة بيولوجية مُعيَّنة، أي مُحاولة تعميم المعلومات المُكتشفة عن الكائن القابع تحت الدراسة على الكائنات الأخرى. ومن هذه النماذج الحيَّة الربداء الرشيقة، وسمكة زيبرا، وفأر المنازل، وغيرها.

### الوظيفة
يدرس علم وظائف الأعضاء العمليات الميكانيكية والفيزيائية والكيميائية الحيوية للكائنات الحيَّة من خلال مُحاولة فهم كيفيَّة عمل تراكيب الجسم المُختلفة. تُقسم الدراسات المُتعلقة بهذا الفرع عادةً إلى فرعين ثانويين يختص أحدهما بالنباتات والآخر بالحيوانات، لكنّ بعض مبادئه تكون مُشتركةً بين جميع الكائنات الحيَّة. فما يدرسه علم وظائف الأعضاء على خلايا الخميرة مثلاً ينطبق أيضاً على الخلايا البشريَّة. تستمد الدراسات التي تجري على الحيوانات في هذا المجال أدواتها وأساليبها من تلك التي تُجرى على البشر، بينما تستمد الدراسات المُجرية على النباتات أساليبها من كلا المجاليْن السابقيْن.
يدرس علم وظائف الأعضاء على سبيل المثال كيفيَّة عمل الجهاز العصبي، والمناعي، والغدد الصماء، والتنفسي، والدوراني وترابطها مع بعضها البعض. يتشارك علم وظائف الأعضاء في دراسته لأجهزة الجسم مع فروع أخرى ذات علاقة بالطب مثل علم الأعصاب وعلم المناعة.

### التطورية
تهتم الدراسات التطورية بأصول الأنواع، بالإضافة إلى تغيُّرها عبر الزمن، ويقوم بهذه الدراسات علماء من فروع أحيائيَّة تصنيفيَّة مُختلفة. حيث يكون لدى هؤلاء العلماء عادةً خبرةٌ في كائنات مُعيَّنة، مثل المُختصين في علم الثدييات وعلم الطيور، وعلم النبات، وعلم الزواحف والبرمائيات، لكنهم يستخدمون معرفتهم لهذه الكائنات في الإجابة على الأسئلة العامة حول التطور.
ترتكز الأحياء التطورية جُزئياً على علم الأحياء القديمة الذي يستخدم سجلات الأحافير للإجابة على الأسئلة المُتعلقة بوضع التطور ووتيرته، وكذلك على التطورات الحاصلة في المناطق مثل الوراثيات السكانية. كما أنّ هناك فروع أخرى ذات علاقة بالأحياء التطورية مثل علم الوراثة العرقي، وعلم النظاميات الحيوية، وعلم التصنيف.

### التنظيمية
يؤدي حدوث ما يُعرف بالانتواع إلى تكوين شجرة من العلاقات بين الأنواع. يتمثل دور النظاميات في دراسة هذه العلاقات من حيث الاختلافات والتشابهات فيما بينها، علماً بأنّ النظاميات كانت مجالاً خصباً للدراسات قبل فترة طويلة من نشوء الفكر التطوري.
عادةً ما يتم تقسيم الكائنات الحيَّة إلى خمس ممالك: البدائيات، والطلائعيات، والفطريات، والنباتات، والحيوانات. بَيْد أنّ العديد من العلماء باتوا ينظرون إلى هذا التقسيم على أنّه تقسيمٌ عفا عليه الزمن. أمّا التصانيف البديلة الحديثة فإنها غالباً ما تبتدئ بثلاثة نطاقات: العتائق، والبكتيريا، وحقيقيات النوى (التي تشمل الطلائعيات والفطريات والنباتات والحيوانات). تُعبر هذه النطاقات عن امتلاك الخلايا للأنوية من عدمه، بالإضافة إلى الاختلافات في التركيب الكيميائي للجزيئات الحيوية الأساسية مثل الريبوسومات. وعلاوةً على ذلك تُقسم كل مملكة إلى أقسام تُقسم بدورها إلى أقسام أخرى بترتيبٍ مُعيَّن حتى يتم تصنيف كل نوع على حدة. والترتيب هو: نطاق، مملكة، شعبة، طائفة، رتبة، فصيلة، جنس، نوع.
وبالإضافة إلى هذه الفئات فإنّ هناك الطفيليات إجبارية الوجود داخل الخلايا التي تُصنف على أنها «على حافة الحياة» من حيث النشاط الأيضي، أي أنّ العديد من العلماء لا يصنفونها على أنها كائنات حيَّة نظراً لافتقارها لواحدة أو أكثر من الوظائف الأساسية أو الخصائص التي يتميز بها أي كائن حي. تُقسم هذه الطفيليات إلى فيروسات، وأشباه فيروسات، وبريونات، وتوابع.

### البيئية

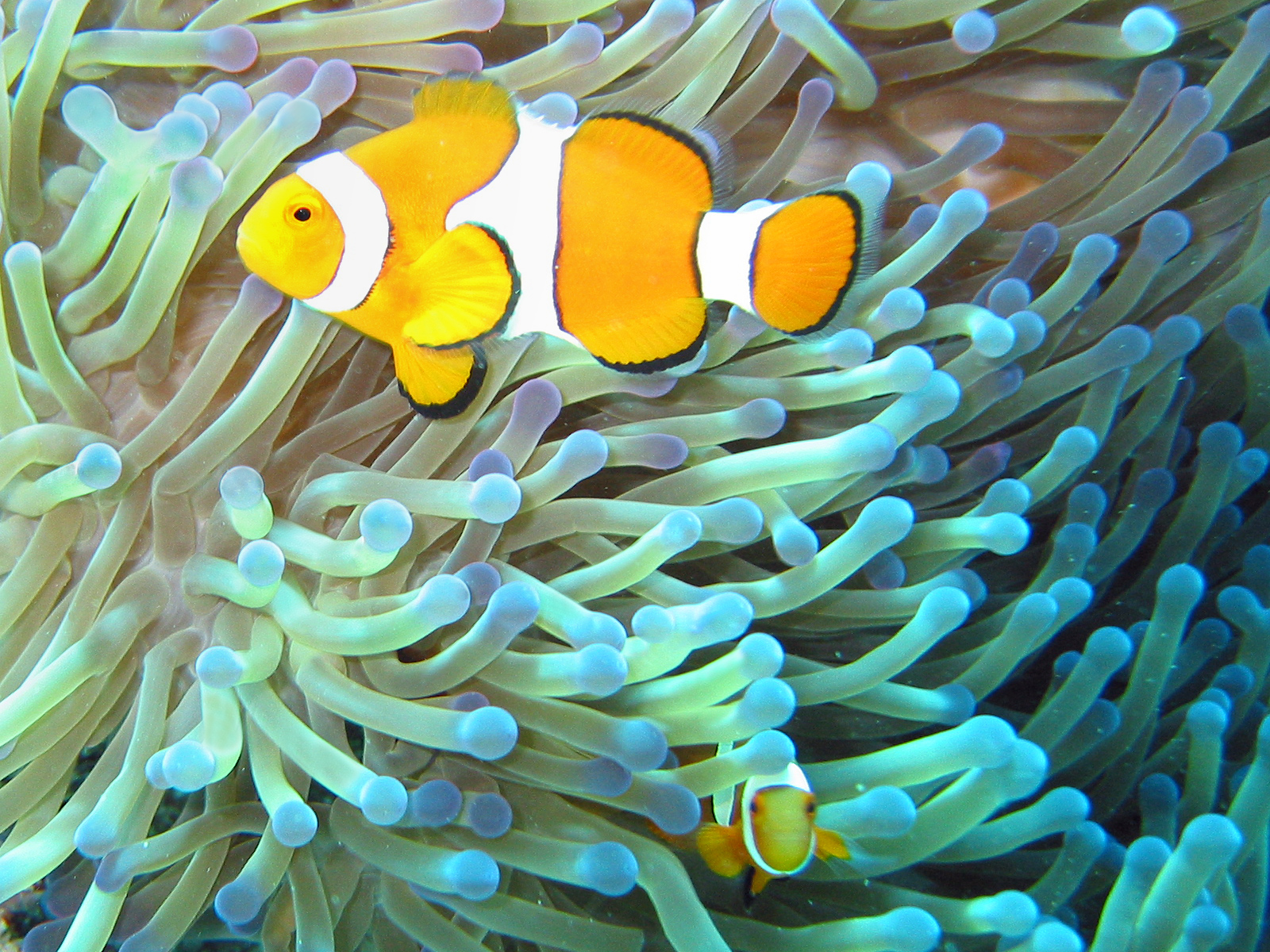
تتعايش سمكة المهرج مع شقائق نعمان البحر، حيث تندس السمكة بين لوامس شقائق النعمان السامة التي تحميها من أعدائها ولا تؤثر فيها، وفي الوقت ذاته تحمي السمكة الشقائق من الأسماك التي تحاول افتراسه.

يدرس علم البيئة توزيع ووفرة الكائنات الحيَّة، وتفاعل هذه الكائنات مع بيئتها. يُمكن اعتبار موطن الكائن الحي على أنه العوامل اللاحيوية المحلية مثل المناخ، بالإضافة إلى الكائنات الحيَّة الأخرى والعوامل الحيوية التي تُشاركه بيئته. يصعب دراسة هذه الأنظمة البيولوجية بسبب التباين الكبير في التفاعلات التي يُمكن أن تُجرى بين الكائنات الحيَّة المُختلفة، وحتى الكائنات الدقيقة. فالبكتيريا المجهرية على سبيل المثال تستجيب لبيئتها بقدر ما يستجيب الأسد الباحث عن طعامه في السافانا الأفريقية. يختلف سلوك الكائنات الحيَّة من حالةٍ إلى أخرى، فقد يكون سلوكاً تعاونياً أو تنافسياً أو تطفلياً أو تعايشياً. وتصبح الأمور أكثر تعقيداً عندما يتفاعل نوعين أو أكثر في نظام بيئي.
يُدرس علم البيئة على مُستويات عديدة مُختلفة، من الأفراد إلى الجماعات إلى الأنظمة البيئية والغلاف الحيوي. يُستخدم مُصطلح علم الأحياء التجمعي عادةً لنفس الدلالة التي يُشير إليها علم البيئة التجمعي، بَيْد أنّ علم الأحياء التجمعي أكثر استخداماً عندما يكون مجال الدراسة مُتعلقاً بالأمراض، أو الفيروسات، أو الميكروبات، في حين أنّ علم البيئة التجمعي أكثر شيوعاً عندما تكون النباتات والحيوانات محور الدراسة. ويندرج تحت علم البيئة العديد من التخصصات الفرعية.
تدرس الإيثولوجيا أو علم السلوك الحيواني سلوك الحيوانات المُختلفة (لا سيما الحيوانات الاجتماعية مثل الرئيسيات والكلبيات)، ويُعد في بعض الأحيان فرعاً من فروع علم الحيوان. يهتم علماء السلوك الحيواني بوجه خاص بتطور السلوك ومفهوم السلوك من وجهة نظر نظرية الانتقاء الطبيعي. أي أنّ تشارلز داروين بطريقة أو بأخرى كان أول عالم سلوك حيواني، حيث ألهم كتابه «التعبير عن العواطف عند الإنسان والحيوانات» العديد من علماء السلوك الحيواني فيما بعد.
أما علم الجغرافيا الحيوية فيدرس التوزيع المكاني للكائنات الحيَّة على الأرض مُتضمناً في دراسته العديد من المواضيع مثل الصفائح التكتونية، وتغير المناخ، وهجرة الحيوانات.

## فروع علم الأحياء

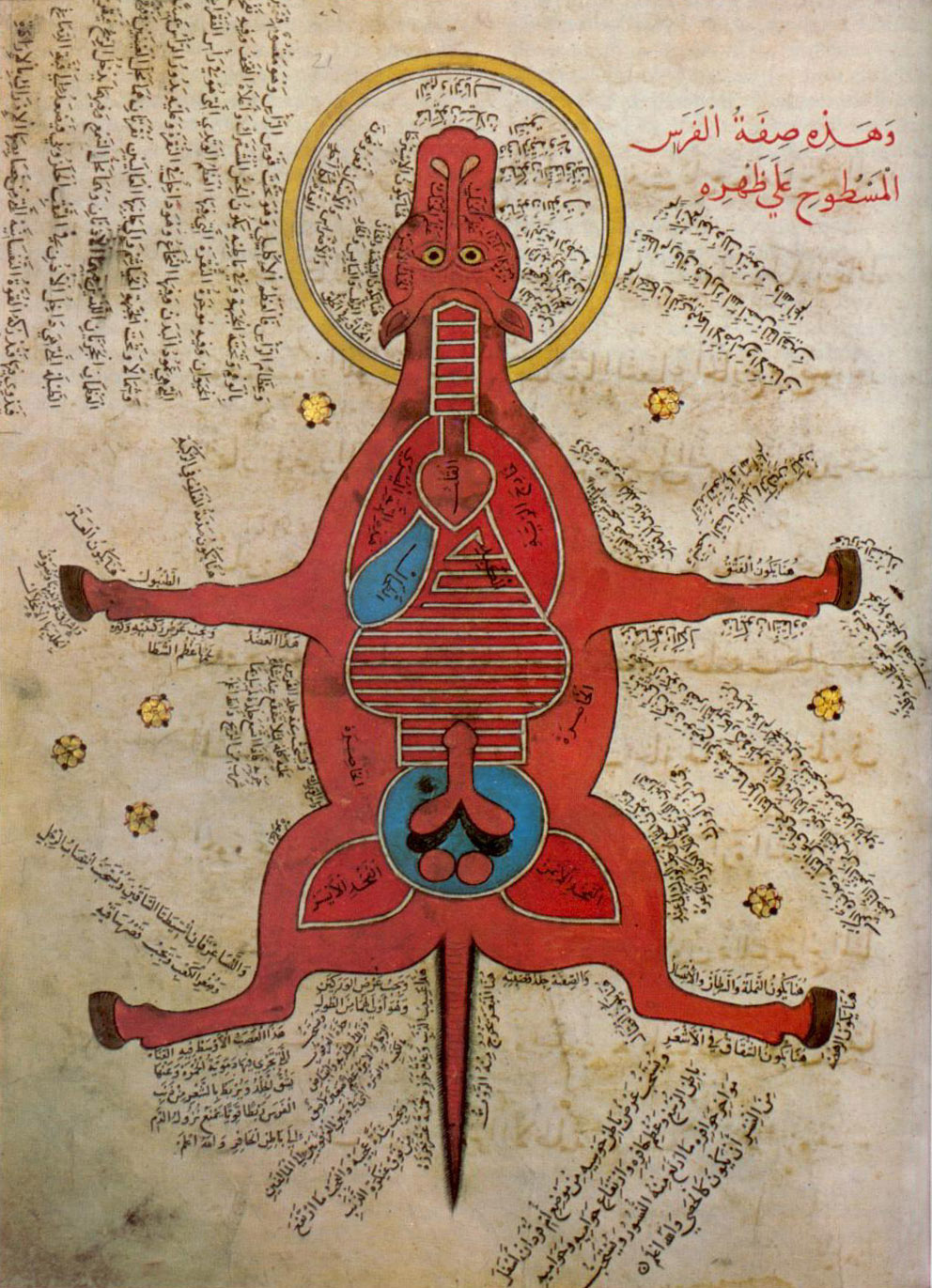
رسم تشريحي لعضلات الحصان من مصر يرجع للقرن الخامس عشر الميلادي.

هذه هي أهم فروع علم الأحياء الأساسية:
- علم الزراعة الذي يدرس إنتاج المحاصيل الزراعية وتربية المواشي، مع التركيز على التطبيقات العملية.
- علم التشريح الذي يدرس الشكل والوظيفة في الكائنات الحيَّة سواءً كانت نباتات أو حيوانات، ويدرس البشر على وجه التحديد.
  - علم الأنسجة الذي يدرس الخلايا والأنسجة، وهو فرع مجهري لعلم التشريح.
- علم الأحياء الفلكي الذي يدرس التطور والتوزيع ومُستقبل الحياة على الكون.
- الكيمياء الحيوية التي تدرس التفاعلات الكيميائية اللازمة لنشوء الحياة وبقائها واستمرارها، وعادةً ما يكون التركيز على المُستوى الخلوي.
- الهندسة الحيوية، وهي دراسة الأحياء بوسائل هندسية مع التركيز على المعرفة التطبيقية وخصوصاً تلك المُتعلقة بالتكنولوجيا الحيوية.
- الجغرافيا الحيوية، وهي دراسة توزيع الأنواع مكانياً وزمانياً.
- المعلوماتية الحيوية المُتمثلة في استخدام تكنولوجيا المعلومات لدراسة وجمع وتخزين البيانات الجينومية وغيرها من البيانات البيولوجية.
- علم الأحياء الرياضي، وهو الدراسة الكمية أو الرياضية للعمليات البيولوجية، مع التركيز على النمذجة.
- الميكانيكا الحيوية، غالباً ما تُعد فرعاً من فروع الطب، وهي دراسة ميكانيكا الكائنات الحيَّة مع التركيز على الاستخدامات التطبيقية.
- علم الصيدلة، وهو دراسة تحضير واستخدام وآثار العقاقير والأدوية الصناعية.
- الفيزياء الحيوية، وهي دراسة العمليات البيولوجية من وجهة نظر فيزيائية من خلال تطبيق النظريات والأساليب المُستخدمة في العلوم الفيزيائية.
- التقانة الحيوية، وهي تطبيق المعلومات المتعلقة بالمنظومات الحية بهدف استعمال هذه المنظومات أو مكوناتها في الأغراض الصناعية.
- علم النبات الذي يختص بدراسة النباتات بمُختلف أنواعها.
- علم الأحياء الخلوي الذي يدرس الخلية كوحدة كاملة، وكذلك يدرس التفاعلات الجزيئية والكيميائية التي تحدث داخل الخلية الحيَّة.
- علم حفظ الأحياء الذي يدرس كيفية حفظ وحماية واستعادة البيئة الطبيعية، والأنظمة البيئية الطبيعية، والغطاء النباتي، والحياة البرية.
- علم الحياة التقريسي، وهو العلم الذي يدرس تأثير درجات الحرارة المُنخفضة على الكائنات الحيَّة.
- علم الأحياء النمائي، وهو العلم الذي يختص بدراسة العملية التي ينمو ويتشكل ويتطور بها الكائن الحي في مراحل نموه.
  - علم الأجنة الذي يدرس مراحل نمو الجنين مُنذ الإخصاب وحتى الولادة.
- علم البيئة، وهو العلم الذي يدرس تفاعلات الكائنات الحيَّة مع بعضها البعض ومع العناصر غير الحيَّة في بيئتها.
  - علم البيئة التجمعي الذي يدرس تحركات تجمعات الأنواع وكيفية تفاعل هذه التجمعات مع بيئتها.
- علم الوبائيات الذي يُشكل عنصراً رئيسياً في مجال البحوث الصحية العامة، حيث يدرس العوامل التي تؤثر على صحة السكان.
- علم الأحياء التطوري الذي يدرس أصل الأنواع على مر الزمن.
- علم الوراثة الذي يهتم بدراسة الجينات والوراثة.
  - علم الوراثة اللاجيني هو العلم الذي يدرس التغيرات الوراثية في التعبير الجيني أو النمط الظاهري الخلوي، والتي تنتج عن آليات أخرى غير التغيرات التي تحدث في تسلسل الدنا.
  - علم الوراثيات السكانية الذي يدرس تغيرات تكرار مُختلف صيغ الجينات مع مرور الوقت في تجمعات لكائنات حيَّة.

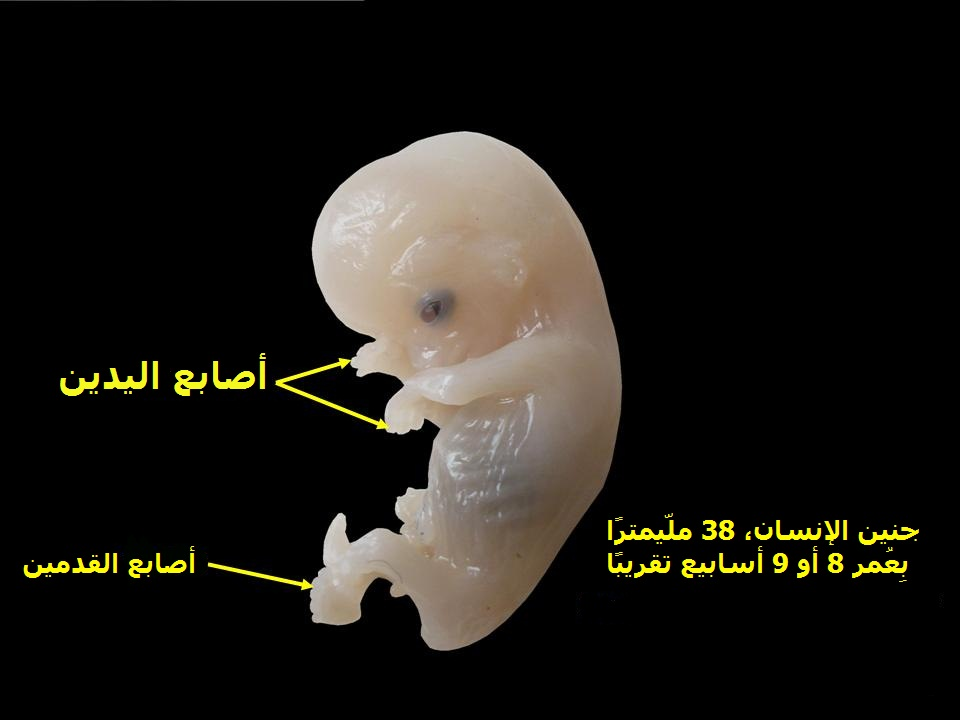
جنين إنساني عمره 8- 9 أسابيع.

- علم الدم هو العلم الذي يدرس الدم والأعضاء التي يتكون فيها والأمراض المختلفة التي تصيبه.
- علم المسطحات المائية الداخلية هو العلم الذي يدرس هذه المسطحات حيوياً وكيميائياً وفيزيائياً وجيولوجياً.
- علم الأحياء البحرية هو العلم الذي يدرس الأنظمة البيئية في المُحيطات، وكذلك يدرس النباتات والحيوانات والكائنات الحيَّة الأخرى التي تعيش في المُسطحات المائية.
- علم الأحياء الدقيقة هو العلم الذي يدرس الكائنات الحيَّة المجهرية وتفاعلها مع الكائنات الحيَّة الأخرى.
  - علم الطفيليات الذي يدرس الطفيليات والتطفل.
  - علم الفيروسات، وهو العلم المُختص بدراسة الفيروسات والأجسام الشبيهة بالفيروسات.
- علم الأحياء الجزيئي الذي يدرس الأحياء والوظائف البيولوجية على المُستوى الجزيئي، ويتداخل في بعض مجالاته مع الكيمياء الحيوية.
- علم الفطريات الذي يدرس الفطريات بأنواعها المُختلفة.
- علم الأعصاب، وهو دراسة الجهاز العصبي بما في ذلك تشريحه ووظائفه وأمراضه.
- علم الأحياء القديمة الذي يدرس المستحاثات، وفي بعض الأحيان يدرس الأدلة الجغرافية على الحياة ما قبل التاريخ.
- علم الأمراض الذي يدرس الأمراض وأسبابها وطبيعتها وتطورها.
- علم وظائف الأعضاء هو العلم الذي يدرس أداء الكائنات الحيَّة وأعضائها وأجزائها.
- علم أمراض النبات الذي يدرس أمراض النباتات المُختلفة سواءً كان مُسببها كائنٌ مُعدٍ أو عوامل بيئية.
- علم النفس الحيوي الذي يدرس الأسس البيولوجية في علم النفس.
- علم الاجتماع الحيوي الذي يدرس الأسس البيولوجية في علم الاجتماع
- علم الحيوان هو العلم الذي يُعنى بدراسة الحيوانات بما في ذلك تصنيفها، ووظائف أعضائها، ونموها، وسلوكها. ويتفرع علم الحيوان إلى فروع عديدة، منها: علم السلوك الحيواني، وعلم الحشرات، وعلم الزواحف والبرمائيات، وعلم الأسماك، وعلم الثدييات، وعلم الطيور.

## اقرأ أيضا
- علم الأحياء الرياضي والنظري

## كتب
- Alberts، Bruce (2002). Molecular Biology of the Cell (ط. الرابعة). Garland. ISBN:978-0-8153-3218-3. مؤرشف من الأصل في 2022-03-21. {{استشهاد بكتاب}}: الوسيط author-name-list parameters تكرر أكثر من مرة (مساعدة)
- Begon، Michael (2005). Ecology: From Individuals to Ecosystems (ط. الرابعة). Blackwell Publishing Limited. ISBN:978-1-4051-1117-1. {{استشهاد بكتاب}}: الوسيط author-name-list parameters تكرر أكثر من مرة (مساعدة)
- Campbell، Neil (2004). Biology (ط. السابعة). Benjamin-Cummings Publishing Company. ISBN:0-8053-7146-X. OCLC:71890442.
- Colinvaux، Paul (1979). Why Big Fierce Animals are Rare: An Ecologist's Perspective (ط. المنقحة). Princeton University Press. ISBN:0-691-02364-6. مؤرشف من الأصل في 2022-07-14.
- Hoagland، Mahlon (2001). The Way Life Works (ط. المُعادة). Jones and Bartlett Publishers inc. ISBN:0-7637-1688-X. مؤرشف من الأصل في 2022-07-17.
- Janovy، John Jr. (2004). On Becoming a Biologist (ط. الثانية). Bison Books. ISBN:0-8032-7620-6. مؤرشف من الأصل في 2022-07-16.
- Johnson، George B. (2005). Biology, Visualizing Life. Holt, Rinehart, and Winston. ISBN:0-03-016723-X. OCLC:36306648.
- Tobin، Allan؛ Dusheck, Jennie (2005). Asking About Life (ط. الثالثة). Belmont, CA: Wadsworth. ISBN:0-534-40653-X.